# Championnat arabe de football des moins de 20 ans 2012
 (mars 2020).
Si vous disposez d'ouvrages ou d'articles de référence ou si vous connaissez des sites web de qualité traitant du thème abordé ici, merci de compléter l'article en donnant les références utiles à sa vérifiabilité et en les liant à la section « Notes et références ».
Navigation
Édition précédente Édition suivante
L'édition 2012 du championnat arabe de football des moins de 20 ans s'est déroulée en Jordanie du 4 au 18 juillet 2012.

## Participants
| - Algérie - Irak - Jordanie (Hôte) - Koweït - Libye - Mauritanie - Maroc - Qatar - Arabie saoudite - Soudan - Syrie - Tunisie |

## Stade
| Stade King Abdullah II, Amman | Stade international d'Amman, Amman |
| ----------------------------- | ---------------------------------- |
| Stade King Abdullah II        | Stade international d'Amman        |
| Capacité: 13,000              | Capacité: 25,000                   |

## Déroulement

### Groupe A
| Équipe          | Pts | J | G | N | P | BP | BC | GA |
| --------------- | --- | - | - | - | - | -- | -- | -- |
| Arabie saoudite | 7   | 3 | 2 | 1 | 0 | 8  | 2  | +6 |
| Soudan          | 4   | 3 | 1 | 1 | 1 | 3  | 5  | -2 |
| Koweït          | 3   | 3 | 1 | 0 | 2 | 4  | 7  | -3 |
| Jordanie        | 2   | 3 | 0 | 2 | 1 | 1  | 2  | -1 |

| Juillet 4, 2012 | Koweït                         | 2 – 3 | Soudan                            | Stade international d'Amman, Amman |                                   |
| 17:00           | Al-Bedhali 7e · Al-Hadjiri 38e |       | Al-Toom 39e · Taqi-Eddine 65e 82e | Arbitrage : Safwan Othman (Syrie)  | Arbitrage : Safwan Othman (Syrie) |

| Juillet 4, 2012 | Jordanie        | 1 – 1 | Arabie saoudite | Stade international d'Amman, Amman     |                                        |
| 20:30           | Al-Bashtawi 88e |       | Omar 9e         | Arbitrage : Youssef Essrayri (Tunisie) | Arbitrage : Youssef Essrayri (Tunisie) |

| Juillet 7, 2012 | Soudan | 0 – 3 | Arabie saoudite                 | King Abdullah Stadium, Amman         |                                      |
| 17:00           |        |       | Al-Absi 47e · Al-Shahri 58e 93e | Arbitrage : Khamis Al-Kuwari (Qatar) | Arbitrage : Khamis Al-Kuwari (Qatar) |

| Juillet 7, 2012 | Jordanie | 0 – 1 | Koweït         | King Abdullah Stadium, Amman        |                                     |
| 20:30           |          |       | Al-Bedhali 37e | Arbitrage : Rami Al-Kaabi (Bahrain) | Arbitrage : Rami Al-Kaabi (Bahrain) |

| Juillet 10, 2012 | Arabie saoudite                              | 4 – 1 | Koweït                | Stade King Abdullah II, Amman       |                                     |
| 19:00            | Al-Asiri 3e · Al-Najrani 55e · Bilal 80e 90e |       | Al-Bedhali 25e (pen.) | Arbitrage : Radwan Ghandour (Libye) | Arbitrage : Radwan Ghandour (Libye) |

| Juillet 10, 2012 | Soudan | 0 – 0 | Jordanie | Stade international d'Amman, Amman  |                                     |
| 19:00            |        |       |          | Arbitrage : Yasser Al-Rawahi (Oman) | Arbitrage : Yasser Al-Rawahi (Oman) |

### Groupe B
| Équipe     | Pts | J | G | N | P | BP | BC | GA  |
| ---------- | --- | - | - | - | - | -- | -- | --- |
| Algérie    | 7   | 3 | 2 | 1 | 0 | 8  | 0  | +8  |
| Libye      | 7   | 3 | 2 | 1 | 0 | 3  | 1  | +2  |
| Mauritanie | 3   | 3 | 1 | 0 | 2 | 4  | 4  | 0   |
| Qatar      | 0   | 3 | 0 | 0 | 3 | 2  | 12 | -10 |

| Juillet 5, 2012 | Qatar     | 1 – 4 | Mauritanie                       | Stade King Abdullah II, Amman          |                                        |
| 17:00           | Salem 17e |       | Anjakou 12e 38e 68e · Anyass 18e | Arbitrage : Murad Al Zawahreh (Jordan) | Arbitrage : Murad Al Zawahreh (Jordan) |

| Juillet 5, 2012 | Algérie | 0 – 0 | Libye | Stade King Abdullah II, Amman                    |                                                  |
| 20:30           |         |       |       | Arbitrage : Sami Mazyad Al-Nemari (Saudi Arabia) | Arbitrage : Sami Mazyad Al-Nemari (Saudi Arabia) |

| Juillet 8, 2012 | Mauritanie | 0 – 1 | Libye        | Stade international d'Amman, Amman     |                                        |
| 17:00           |            |       | Al-Faraj 57e | Arbitrage : Youssef Essrayri (Tunisie) | Arbitrage : Youssef Essrayri (Tunisie) |

| Juillet 8, 2012 | Qatar | 0 – 5 | Algérie                                                          | Stade international d'Amman, Amman |                                   |
| 20:30           |       |       | Boulbrima 20e 48e · Haddouche 50e · Benkhemassa 91e · Zeghli 93e | Arbitrage : Safwan Othman (Syria)  | Arbitrage : Safwan Othman (Syria) |

| Juillet 11, 2012 | Libye             | 2 – 1 | Qatar          | Stade King Abdullah II, Amman       |                                     |
| 19:00            | ... 45e · ... 62e |       | ... 70e (pen.) | Arbitrage : Rami Al-Kaabi (Bahrain) | Arbitrage : Rami Al-Kaabi (Bahrain) |

| Juillet 11, 2012 | Algérie                                   | 3 – 0 | Mauritanie | Stade international d'Amman, Amman      |                                         |
| 19:00            | Mansouri 10e · Chenni 72e · Haddouche 91e |       |            | Arbitrage : Youssef Al-Marzouq (Kuwait) | Arbitrage : Youssef Al-Marzouq (Kuwait) |

### Groupe C
| Équipe  | Pts | J | G | N | P | BP | BC | GA |
| ------- | --- | - | - | - | - | -- | -- | -- |
| Tunisie | 6   | 3 | 2 | 0 | 1 | 5  | 7  | +2 |
| Syrie   | 5   | 3 | 1 | 2 | 0 | 1  | 2  | +3 |
| Maroc   | 4   | 3 | 1 | 1 | 1 | 3  | 3  | 0  |
| Irak    | 1   | 3 | 0 | 1 | 2 | 6  | 9  | -3 |

| 6 Juillet 2012 | Irak                          | 2 – 2 | Syrie                               | Stade international d'Amman, Amman  |                                     |
| 17:00          | Ismail 30e (pen.) · Adnan 58e |       | Al-Jouied 3e (pen.) · Kharebeen 81e | Arbitrage : Yasser Al-Rawahi (Oman) | Arbitrage : Yasser Al-Rawahi (Oman) |

| 6 Juillet 2012 | Maroc     | 1 – 2 | Tunisie                 | Stade international d'Amman, Amman  |                                     |
| 20:30          | Saidi 81e |       | Jaziri 11e · Louati 61e | Arbitrage : Radwan Ghandour (Libye) | Arbitrage : Radwan Ghandour (Libye) |

| 9 Juillet 2012 | Syrie     | 1 – 0 | Tunisie | Stade international d'Amman, Amman      |                                         |
| 17:00          | Salem 34e |       |         | Arbitrage : Youssef Al-Marzouq (Kuwait) | Arbitrage : Youssef Al-Marzouq (Kuwait) |

| 9 July 2012 | Irak       | 1 – 2 | Maroc                           | Stade international d'Amman, Amman       |                                          |
| 20:30       | Hattab 29e |       | Touali 18e (pen.) · Othmane 90e | Arbitrage : Murad Al-Zawahreh (Jordanie) | Arbitrage : Murad Al-Zawahreh (Jordanie) |

| 12 Juillet 2012 | Tunisie                                                           | 5 – 3 | Irak                                   | Stade international d'Amman, Amman   |                                      |
| 19:00           | Wannas 14e · Jaziri 26e · Ounelli 35e · Rjaibi 80e · Trabelsi 83e |       | Shokan 3e (pen.) 19e (pen.) 77e (pen.) | Arbitrage : Khamis Al-Kuwari (Qatar) | Arbitrage : Khamis Al-Kuwari (Qatar) |

| 12 Juillet 2012 | Maroc | 0 – 0 | Syrie | Stade King Abdullah II                           |                                                  |
| 19:00           |       |       |       | Arbitrage : Sami Mazyad Al-Nemari (Saudi Arabia) | Arbitrage : Sami Mazyad Al-Nemari (Saudi Arabia) |

## Tableau final

### Demi-finales, troisième place et finale
|  | Demi-finales                                | Demi-finales                                | Demi-finales                                | Demi-finales                                |                               |                 | Finale                                              | Finale                                              | Finale                                              | Finale                                              |
|  |                                             |                                             |                                             |                                             |                               |                 |                                                     |                                                     |                                                     |                                                     |
|  | 15 juillet 2012 Stade international d'Amman | 15 juillet 2012 Stade international d'Amman | 15 juillet 2012 Stade international d'Amman | 15 juillet 2012 Stade international d'Amman |                               |                 | 18 juillet 2012, Stade international d'Amman, Amman | 18 juillet 2012, Stade international d'Amman, Amman | 18 juillet 2012, Stade international d'Amman, Amman | 18 juillet 2012, Stade international d'Amman, Amman |
|  | Arabie saoudite                             | Arabie saoudite                             | 3                                           | 3                                           |                               |                 | 18 juillet 2012, Stade international d'Amman, Amman | 18 juillet 2012, Stade international d'Amman, Amman | 18 juillet 2012, Stade international d'Amman, Amman | 18 juillet 2012, Stade international d'Amman, Amman |
|  | Arabie saoudite                             | Arabie saoudite                             | 3                                           | 3                                           |                               |                 | 18 juillet 2012, Stade international d'Amman, Amman | 18 juillet 2012, Stade international d'Amman, Amman | 18 juillet 2012, Stade international d'Amman, Amman | 18 juillet 2012, Stade international d'Amman, Amman |
|  | Libye                                       | Libye                                       | 1                                           | 1                                           |                               |                 | 18 juillet 2012, Stade international d'Amman, Amman | 18 juillet 2012, Stade international d'Amman, Amman | 18 juillet 2012, Stade international d'Amman, Amman | 18 juillet 2012, Stade international d'Amman, Amman |
|  | Libye                                       | Libye                                       | 1                                           | 1                                           | Arabie saoudite               | Arabie saoudite | 2                                                   | 2                                                   |                                                     |                                                     |
|  | 15 juillet 2012                             |                                             |                                             |                                             | Arabie saoudite               | Arabie saoudite | 2                                                   | 2                                                   |                                                     |                                                     |
|  |                                             |                                             | Tunisie                                     | Tunisie                                     | 4                             | 4               |                                                     |                                                     |                                                     |                                                     |
|  | Algérie                                     | Algérie                                     | Tunisie                                     | Tunisie                                     | 4                             | 4               | 2                                                   | 2                                                   |                                                     |                                                     |
|  | Algérie                                     | Algérie                                     |                                             |                                             |                               |                 |                                                     | 2                                                   |                                                     |                                                     |
|  | Tunisie                                     | Tunisie                                     | 3                                           | 3                                           |                               |                 |                                                     |                                                     |                                                     |                                                     |
|  | Tunisie                                     | Tunisie                                     | 3                                           | 3                                           | Match pour la troisième place |                 |                                                     |                                                     |                                                     |                                                     |
|  |                                             |                                             |                                             |                                             |                               |                 |                                                     |                                                     |                                                     |                                                     |
|  | 17 juillet 2012                             |                                             |                                             |                                             |                               |                 |                                                     |                                                     |                                                     |                                                     |
|  | Libye                                       | Libye                                       | 4                                           | 4                                           |                               |                 |                                                     |                                                     |                                                     |                                                     |
|  | Libye                                       | Libye                                       | 4                                           | 4                                           |                               |                 |                                                     |                                                     |                                                     |                                                     |
|  | Algérie                                     | Algérie                                     | 0                                           | 0                                           |                               |                 |                                                     |                                                     |                                                     |                                                     |
|  | Algérie                                     | Algérie                                     | 0                                           | 0                                           |                               |                 |                                                     |                                                     |                                                     |                                                     |

#### Demi-finales
| 15 juillet 2012 | Arabie saoudite | 3 - 1 | Libye | Stade international d'Amman, Amman |                              |
| 19h00 (UTC+1)   |                 |       |       | Arbitrage : Khamis Al-Kuwari       | Arbitrage : Khamis Al-Kuwari |

| 15 juillet 2012 | Algérie                    | 2 - 3 | Tunisie                          | Stade Roi-Abdallah-II, Amman  |                               |
| 19h00 (UTC+1)   | Kadri 45e · Mansouri 90+2e |       | Madani 2e (csc) · Jaziri 16e 50e | Arbitrage : Murad Al-Zawahreh | Arbitrage : Murad Al-Zawahreh |

#### Troisième place
| 17 juillet 2012 | Libye | 4 - 0 | Algérie | Stade international d'Amman, Amman |                              |
| 19h00 (UTC+1)   |       |       |         | Arbitrage : Yasser Al-Rawahi       | Arbitrage : Yasser Al-Rawahi |

#### Finale
| 18 juillet 2012 | Arabie saoudite          | 2 - 4 | Tunisie                                    | Stade international d'Amman, Amman  |                                     |
| 19h00 (UTC+1)   | Al-Shahri 43e · Omar 70e | (1-0) | Jaziri 10e 69e · Louati 39e · Machmoum 79e | Arbitrage : Rami Al-Kaabi (Bahrain) | Arbitrage : Rami Al-Kaabi (Bahrain) |